# Вільгельм (гора)
Вільгельм (англ. Mount Wilhelm, нім. Wilhelmsberg) — найвища гора в Папуа Новій Гвінеї.

## Географія
Гора Вільгельм розташована на півночі Папуа Нової Гвінеї, в горах Бісмарка, на стику провінцій Сімбу, Західний Гайлендс та Маданг. Висота гори — 4509 метрів. Є однією з найвищих гір острова Нова Гвінея.
Деякі джерела, по адміністративно-територіальному принципу, відносять гору до найвищих гір Австралії і Океанії, так як фактично найвища гора цього регіону Пунчак-Джая (4884 м) розташована на території Індонезії, яка в свою чергу є частиною Південно-Східної Азії. За цим же принципом гору Вільгельм іноді включають до списку «Сім вершин».

## Історія та назва
Гора була відкрита в 1888 році німецьким мандрівником і журналістом Гуго Цоллером, що досліджував гірські райони південніше Маданга. Цоллер назвав 4 вершини в горах Бісмарка іменем самого канцлера і його трьох дітей — Оттоберг, Маріяберг, Вільгельмсберг і Гербертберг.

## Сходження
Перше офіційно зареєстроване сходження на вершину гори Вільгельм відбулось в серпні 1938 року і було здійснено чиновником австралійської колоніальної адміністрації Л. Г. Вайалом в супроводі двох місцевих мешканців.
На вершину гори можна піднятися двома різними маршрутами. Найкращий час для сходження — з травня по листопад.